# 5 viudas sueltas
5 viudas sueltas es una telenovela colombiana producida por Sony Pictures Television para Caracol Televisión en 2013. Esta protagonizada por Coraima Torres, Angélica Blandón, Heidy Bermúdez, Luly Bossa, Andrea Gómez, Diego Cadavid, Ricardo Leguízamo, Ernesto Benjumea y Rodolfo Valdés y con la participación antagónica de Claudia Moreno.

## Sinopsis
Virginia es una millonaria ejecutiva con una familia perfecta, Samanta es vendedora de finca raíz, María Nela visitadora médica, Yidis masajista y Luisa empleada en una empresa de seguridad… 5 mujeres que no tienen nada en común salvo una sola cosa: todos los domingos se encuentran en la cárcel cuando visitan a sus hombres, que por un error, por una injusticia o simplemente por un descuido, las hicieron viudas todavía estando vivos. Es precisamente esta nueva condición de sus mujeres lo que más los atormenta, pues una vez salen del penal, las recientes viudas quedan sueltas y ya no las pueden controlar más, lo que desembocará en 5 historias distintas llenas de una alta dosis de drama, humor, pasión, pero sobre todo de realidad, donde las dolorosas circunstancias en algunos casos reforzarán el amor y el deseo de luchar, pero en otros, será la excusa perfecta para volver a comenzar.

## Reparto
- Coraima Torres - Virginia Mazuera
- Heidy Bermúdez - Yidis León
- Angélica Blandón - Luisa Bustos
- Luly Bossa - Samantha Palacio
- Andrea Gómez - Marianela Campuzano
- Diego Cadavid - Robin Ruíz
- Ernesto Benjumea - Benjamin Ferreira
- Ricardo Leguízamo - Jacobo Arias
- Andoni Ferreño - Dr. Melguizo
- Rodolfo Valdés - Marcelo Ríos
- Claudia Moreno - Leticia "Lety"
- César Mora - Luis
- Armando Gutiérrez - Abogado Lobo Guerrero
- Carlos Duplat - Pedro Juan Mazuera
- Noelle Schonwald - Patricia Nieto
- Adriana Silva - Carminia
- Patricia Polanco - Vilma
- Ana María Medina - Zaira
- Víctor Gómez - El Ingeniero
- Juan Carlos Messier - Ernesto
- Andrés Martínez - Gato
- Jorge López - Mauro
- Carlota Llano - Aminta
- Luz Stella Luengas - Betty
- Roberto Marín - Feliciano
- Ana María Jaraba - Elsa Bustos
- Juanita Arias - Mia
- Claudio Cataño - Walter
- Santiago Gómez - Jeronimo
- Katherine Miranda - Carlota
- Ramsés Ramos - Abogado Pirateque
- Javier Gardeazábal - Jairo
- Marcela Posada - Alejandra
- Isabella Pineda - Katherin
- Juan Manuel Acosta - Arturo
- Aura Helena Prada - Abogada Angela María
- Ricardo Velez - Juan
- Irene Arias - Susana
- Aco Pérez  - Guardia Castillo
- Fernando Lara - Investigador #1
- Fernando Arango - Investigador #2
- Lorena Mcallister - Maritza
- Catalina Acosta - Adriana
- Francisco Perez - Guardia Rodriguez
- Paola Montoya - Claudia
- Giselle Saouda - Periodista Angela
- Pedro Mogollón - Abogado De La Rotta
- Jorge Bautista - Guardia Montoya
- Víctor Cifuentes - Zamudio
- Cesar Álvarez - Albeiro
- Fernando Villate - Maximo
- David Velez - Giovanny
- Ernesto Ballen - Prado
- Andres Martinez - Mauricio
- Martha Suárez - La Mona
- Carlos Vergara - El Zorro
- Rosalba Penagos - Carmen
- Julio Correal - Hernan
- Juan Morales - Anibal
- Juan Pablo Manzanera - Tomas
- Alex Gil - Wilmar
- Carlos Congote - Moreno
- Ilja Rosendahl - Banquero
- Silvio Plaza
- Margarita Reyes

## Premios y nominaciones

### Premios Tvynovelas
| Año  | Categoría                              | Nominado                                                                     | Resultado |
| ---- | -------------------------------------- | ---------------------------------------------------------------------------- | --------- |
| 2014 | Mejor telenovela                       | Mejor telenovela                                                             | Nominada  |
| 2014 | Mejor actriz protagónica de telenovela | Andrea Gómez                                                                 | Nominada  |
| 2014 | Mejor actriz protagónica de telenovela | Angélica Blandón                                                             | Nominada  |
| 2014 | Mejor actor protagónico de telenovela  | Ricardo Leguízamo                                                            | Nominado  |
| 2014 | Mejor actor protagónico de telenovela  | Diego Cadavid                                                                | Nominado  |
| 2014 | Mejor actriz antagónica de telenovela  | Claudia Moreno                                                               | Nominada  |
| 2014 | Mejor actor antagónico de telenovela   | Ernesto Benjumea                                                             | Nominado  |
| 2014 | Mejor actriz de reparto de telenovela  | Heidy Bermúdez                                                               | Nominada  |
| 2014 | Mejor actriz de reparto de telenovela  | Ana Medina                                                                   | Nominada  |
| 2014 | Mejor actor de reparto de telenovela   | César Mora                                                                   | Nominado  |
| 2014 | Mejor actor de reparto de telenovela   | Juan Carlos Messier                                                          | Nominado  |
| 2014 | Mejor libretista                       | Juana Uribebr, Yamile Daza, Diego Osorio Mónica Palacio y María Clara Torres | Nominados |

### Premios India Catalina
| Año  | Categoría                                       | Nominado                                            | Resultado |
| ---- | ----------------------------------------------- | --------------------------------------------------- | --------- |
| 2014 | Mejor Telenovela                                | Mejor Telenovela                                    | Nominada  |
| 2014 | Mejor actriz protagónica de telenovela          | Andrea Gómez                                        | Nominada  |
| 2014 | Mejor actriz protagónica de telenovela          | Angélica Blandón                                    | Nominada  |
| 2014 | Mejor actor protagónico de telenovela           | Ricardo Leguízamo                                   | Nominado  |
| 2014 | Mejor actor protagónico de telenovela           | Diego Cadavid                                       | Ganador   |
| 2014 | Mejor actor de reparto de telenovela o serie    | César Mora                                          | Nominado  |
| 2014 | Mejor Director de Telenovela                    | Luis A Restrepo y Ricardo Coral                     | Nominados |
| 2014 | Mejor historia y libreto original de telenovela | Juana Uribe                                         | Nominada  |
| 2014 | Mejor fotografía de telenovela                  | Rafael Puentes Freddy Castro                        | Nominado  |
| 2014 | Mejor arte de telenovela                        | Carlos A Rios                                       | Nominado  |
| 2014 | Mejor edición de telenovela                     | Juan P Serna                                        | Nominado  |
| 2014 | Mejor Banda Sonora / Tema Musical               | Johanna Caicedo, Mauricio Pantoja y Rodrigo Mancera | Nominados |

## Banda sonora
La banda sonora es:[cita requerida]
- «Voy a extrañarte» (de Andrés Cepeda)
- «Colgando en tus manos» (de Carlos Baute con Marta Sánchez)
- «Alguien como tú» (de ChocQuibTown)
- «Estar lejos» (de Fonseca con Willie Colón)
- «Volverte a amar» (de Alejandra Guzmán)
- «Cuando Regreses, Si no te vuelvo a ver» (de Santiago Cruz)
- «Y si te quedas ¿qué?» (de santiago Cruz)